# Seiichiro Kashio
Seiichiro Kashio (en japonès: 柏尾誠一郎; transliteració: Kashio Seiichiro) (Osaka, Imperi Japonès, 2 de gener de 1892 − 6 de setembre de 1962) fou un tennista japonès, guanyador d'una medalla d'argent olímpica en els Jocs Olímpics d'Anvers de 1920.

## Biografia
Kashio es va graduar a l'escola Tokyo Higher Commercial School (actualment Universitat Hitotsubashi) i va treballar en l'empresa Mitsui & Co., per la qual fou destinat a la sucursal de Nova York.
L'any 1918 va debutar en el US Championships i en el 1919 va guanyar el títol més important de la seva carrera, el Canada Open davant l'estatunidenc Walter K. Wesbrook. En el 1920 va participar en els Jocs Olímpics d'Anvers competint en la prova individual, on arribà a tercera ronda, i en la prova de dobles masculins fent parella amb Ichiya Kumagae, amb el qual van guanyar la medalla d'argent després de ser derrotats per la parella britànica Oswald Turnbull i Max Woosnam.
Va formar part de l'equip japonès de la Copa Davis en diverses edicions amb el millor resultat d'haver-se classificat per les semifinals l'any 1923.

## Jocs Olímpics

### Dobles masculins
| Any  | Campionat                      | Parella        | Oponents                    | Resultat           |
| ---- | ------------------------------ | -------------- | --------------------------- | ------------------ |
| 1920 | Jocs Olímpics, Anvers, Bèlgica | Ichiya Kumagae | Oswald Turnbull Max Woosnam | 2−6, 7−5, 5−7, 5−7 |

## Palmarès

### Equips: 1 (0−1)
| Resultat  | Núm. | Data                      | Torneig                                | Superfície | Equip                        | Oponents                                                      | Marcador |
| --------- | ---- | ------------------------- | -------------------------------------- | ---------- | ---------------------------- | ------------------------------------------------------------- | -------- |
| Finalista | 1.   | 2 − 5 de setembre de 1921 | Copa Davis, Forest Hills, Estats Units | Gespa      | Ichiya Kumagai Zenso Shimizu | Bill Johnston Bill Tilden Watson Washburn Richard N. Williams | 0−5      |